# Schleitheim
Schleitheim, im ostschweizerischen Ortsdialekt Schlaate [ʃlaːtə], ist eine politische Gemeinde im schweizerischen Kanton Schaffhausen.

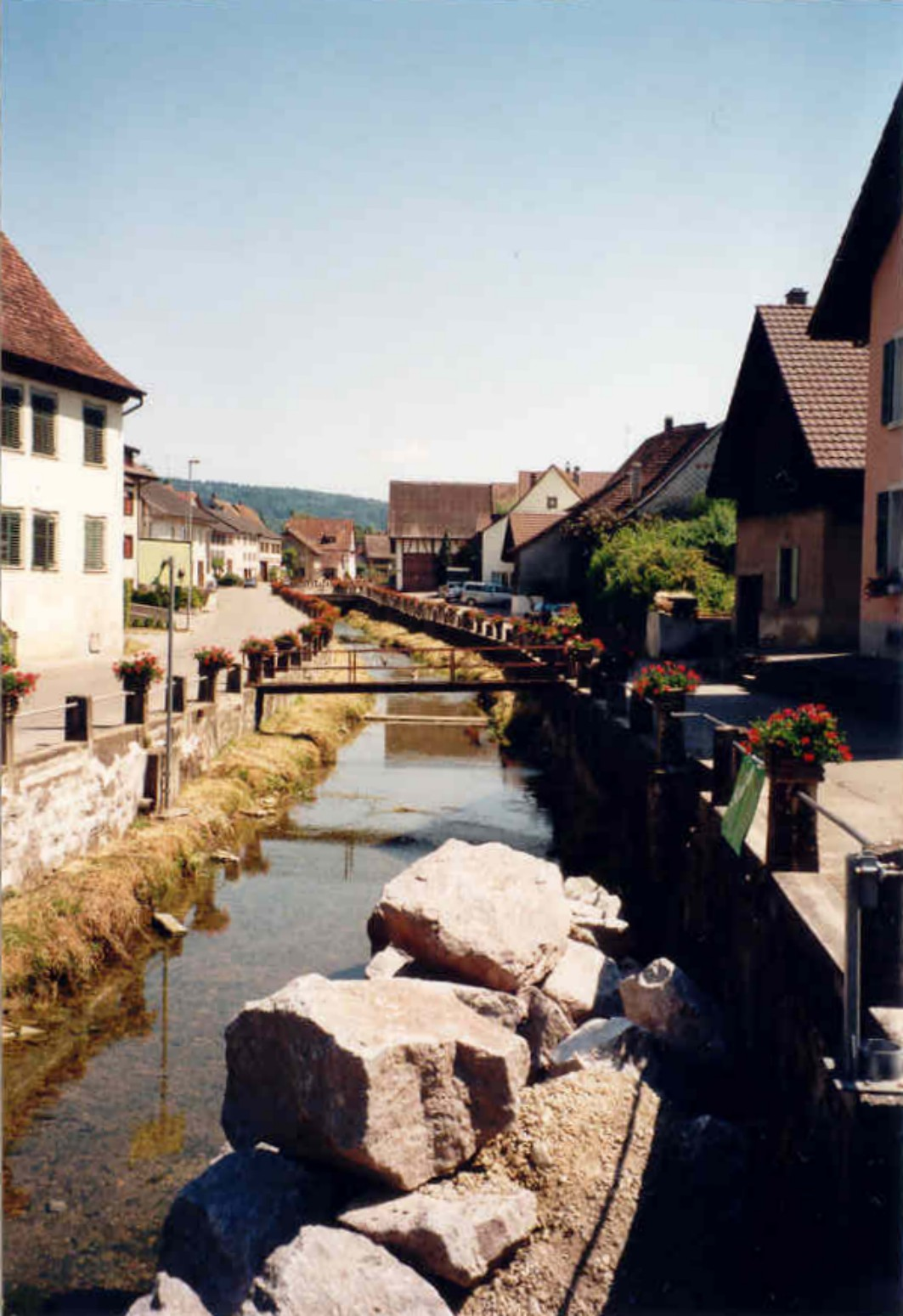
Dorfbach

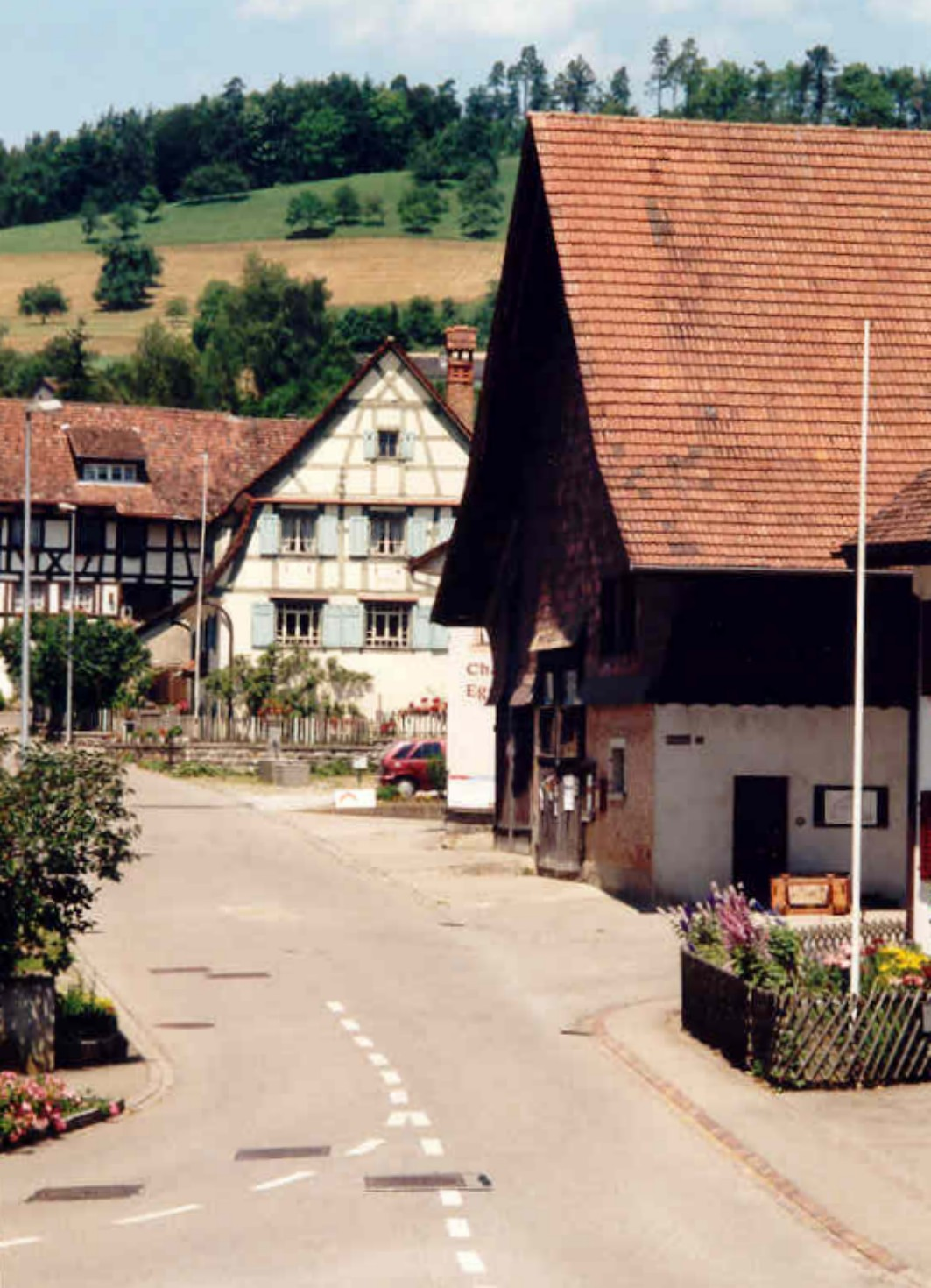
Dorfstrasse

## Geographie

### Lage
Das Dorf Schleitheim liegt eingebettet im Schleitheimertal im Nordwesten des Kantons, umgeben vom Staufenberg und dem Randen, einem Juraausläufer.
Im Nordwesten bildet die Wutach die Grenze zu Deutschland. Im Ortsteil Oberwiesen befindet sich der einzige Zoll auf Gemeindegebiet. Die schweizerischen Nachbargemeinden von Schleitheim sind das bekannte Rebbaudorf Hallau, der Kantonshauptort Schaffhausen sowie die kleineren Gemeinden Beggingen, Siblingen, Gächlingen und Oberhallau. Auf deutscher Seite grenzt Schleitheim an Stühlingen im Westen und Blumberg im Norden.

### Klima
Schleitheim liegt in der gemässigten Klimazone. Prägend für das Klima sind einerseits Winde aus
westlichen Richtungen, die oft Niederschlag heranführen, andererseits die Bise (Ost- oder Nordostwind), die meist mit Hochdrucklagen verbunden ist, aber in allen Jahreszeiten kühlere Witterungsphasen verursacht als im Mittel zu erwarten wären. Der in den Alpentälern und am Alpenrand wichtige Föhn zeigt im Normalfall keine besonderen klimatischen Auswirkungen auf Schleitheim, abgesehen von einer klaren Fernsicht, die die gesamte Bergkette der Schweizer Alpen sichtbar werden lässt.
Schleitheim liegt in einem trockenen Gebiet, denn die Jahresniederschlagsmenge liegt im Schnitt bei 995 mm. Der trockenste Monat ist der Oktober mit 64 mm, der feuchteste der August mit 112 mm. Die Jahresdurchschnittstemperatur beträgt 8,7 °C, wobei der Januar mit −0,5 °C der kälteste und der Juli mit 17,5 °C der wärmste Monat ist.

## Geschichte
Die Gegend des heutigen Schleitheim war bereits in römischer Zeit besiedelt. Der damalige Vicus trug – wie dank der auf das 4. Jahrhundert zurückgehenden Tabula Peutingeriana bekannt ist – den Namen Juliomagus. Es war eine Etappe einer römischen Fernstrasse von Como bis nach Grinario am Neckar. Der deutsche Name findet sich erstmals im Jahr 995 als Sleitheim bezeugt. Er ist aus althochdeutsch *sleit «sanft abfallend, geneigt» (vgl. gleichbedeutend schweizerdeutsch schleit, schleiter) und althochdeutsch heim «Haus, Wohnort» zusammengesetzt und bedeutet damit «Siedlung am sanften Hang, auf der schiefen Ebene».
Schleitheim war bereits im 10. Jahrhundert Teil der historischen Randentalschaft.
Historische Bedeutung erlangte Schleitheim unter anderem als Abfassungsort der unter Federführung von Michael Sattler entstandenen Schleitheimer Artikel von 1527, dem ältesten Glaubensbekenntnis der reformatorischen Täufer.
Im Jahr 1530 gingen Schleitheim und Beggingen im Tausch gegen Grafenhausen und Birkendorf von der Landgrafschaft Stühlingen an die Stadt Schaffhausen über.

Historisches Luftbild von Werner Friedli von 1965

### Dorfbrand von 1747
Am 13. September 1747 zerstörte ein Dorfbrand 42 Wohnhäuser, 36 Scheunen, je zwei Wein- und Öltrotten, die Gerbe, die Gemeindemetzgerei, das Zeughaus und die gedeckte Bachbrücke. 118 Haushaltungen waren vom Grossbrand betroffen, 369 Personen wurden obdachlos. Ursache des Brandes war ein Feuer in der Gerbe am Bach. An diesem Tag herrschte ein starker Südwind. Die meisten Dorfbewohner arbeiteten auf dem Feld. Durch Funkenwurf fingen die mit Schindeln oder Stroh bedeckten Liegenschaften im Mitteldorf Feuer und brannten vollständig nieder. Die Solidarität mit den Schleitheimern war gross. Dank einer beispielhaften Sammelaktion konnten die Dorfbewohner 1748 über 30 Häuser wiederaufbauen, darunter das ‹Gmaandhus› und das Amthaus, heute bekannt unter dem Namen Brauerei. Die Häuser wurden meist auf den noch intakten Fundamenten und Mauern neu aufgebaut. Trotzdem war der Materialbedarf riesig, vor allem Holz. Acht Hektaren Föhrenwald wurden zur Deckung des Materialbedarfs kahlgeschlagen. Vermutlich fanden beim Wiederaufbau viele Handwerker aus der deutschen Nachbarschaft eine Beschäftigung. Darauf deuten süddeutsche Baumerkmale hin, z. B. ein dreimal vorragender Ostgiebel des Hauses Im Hof. Das Baujahr 1748 lässt sich heute noch bei acht Häusern als Inschrift finden.

## Wappen
Blasonierung: In rot schwarzer Stierkopf.
1569 findet sich als das Schleitheimer Wappen einen ganzen, roten Ochsen auf weissem Hintergrund. Kurze Zeit später findet man den weissen Stier mit gelben Hörnern in rot. Der Ochse als Wappentier stammt von Ludwig Ochs, dem ersten Obervogt (1559–1569) von Schleitheim. Vermutlich wurde es aus mangelndem Wissen über die Herkunft des Wappens als Gemeindewappen interpretiert, da es auf den amtlichen Dokumenten zu finden war. Auf einem Siegel 1792 findet sich erstmals der Stierkopf auf rot schraffiertem Grund. Bei der Bereinigung 1949 wurde der Gemeindeversammlung die beiden Varianten, ganzer Ochs oder nur sein Kopf, vorgeschlagen, wobei letzteres sich durchsetzte. Für die Tinktur wurde diejenige aus dem 16. Jahrhundert gewählt.

## Wirtschaft

### Arbeit
Die Gemeinde lebt vom Gewerbe und der Landwirtschaft sowie den zahlreichen Wegpendlern, die vor allem in Schaffhausen und in Neuhausen am Rheinfall arbeiten.

### Verkehr
Die an Deutschland (Gemeinde Stühlingen) grenzende Gemeinde war der Endpunkt der ehemaligen Strassenbahn Schaffhausen–Schleitheim. Strassenverbindungen existieren nach Oberwiesen – Staatsgrenze beziehungsweise Schaffhausen sowie Ortsverbindungen nach Beggingen und Hallau.
Im öffentlichen Nahverkehr wird Schleitheim durch die Autobusse der Verkehrsbetriebe Schaffhausen vbsh bedient. Ein Vorgängerunternehmen war die Autoverbindung Schaffhausen-Schleitheim (ASS). Diese wiederum folgte der Gesellschaft Strassenbahn Schaffhausen–Schleitheim.
Ein Radweg führt durch die raren Weinberge nach Oberwiesen und dem Grenzübergang an der Wutach. Für Mountainbiker interessant ist der Weg auf den Schlossranden von Schleitheim über den Strickhof bis zum ‚Schlaatemer‘ Randenturm.

## Regionale Spezialitäten
Zu dem landesweit bekannten regionalen Spezialitäten aus Schleitheim gehört das Schlaatemer Rickli, welches zum kulinarischen Erbe der Schweiz gezählt wird.

## Persönlichkeiten
- Jakob Baechtold (1848–1897), Professor in Zürich und Feuilletonleiter bei der Neuen Zürcher Zeitung, in Schleitheim geboren
- Samuel Wanner (1853–1911), Unternehmer und Politiker, Nationalrat, in Schleitheim geboren
- Jakob Bächtold (1905–1993), Ingenieur, Politiker (LdU) und Umweltschützer, in Schleitheim geboren
- Karl Neck (1908–1997), Pfarrer der evangelisch-reformierten Kirche
- Elsa Pletscher (1908–1998), Plastikerin, Malerin und Zeichnerin, in Schleitheim geboren
- Werner Weber (1942–2001), Radrennfahrer
- Hansi Bächtold (* 1946), 4-facher Motocrossweltmeister 1984–1987
- Daniela Baumer, verheiratete Tenger (* 1971), Silbermedaillengewinnerin Olympische Spiele 1996 Atlanta 500 m Viererkajak
- Thomas Stamm (* 1983), Fussballspieler und -trainer

## Sehenswürdigkeiten
- Gipsmuseum Schleitheim
- Ortsmuseum Schleitheim: Im Täuferzimmer befindet sich eines der wenigen noch erhaltenen Druckexemplare des bekannten Schleitheimer Bekenntnisses, das 1527 vom Benediktinermönch Michael Sattler zusammen mit Schweizer Täuferführern verfasst wurde.
- Thermenmuseum Juliomagus
- Schleitheimer Randenturm mit Ruine der Randenburg